# Parque nacional del Monte Field
El Parque Nacional del Monte Field (en inglés Mount Field National Park) es un parque nacional situado en el estado australiano de Tasmania. Es famoso por las cataratas Russell.
El monte Mawson, situado en el recinto del parque es, junto con Ben Lomond una de las estaciones de esquí más seguras de Tasmania.

## Geografía
El parque nacional tiene una superficie de 159 km² y está situado en las coordenadas 42° 39' de anchura al Sur y 146° 35' longitud al Este, aproximadamente a 65 km al noroeste de la capital Hobart.

## Flora
El parque destaca por su variedad en términos de vegetación. Junto con regiones de selva con gomeros gigantes, también se encuentran enormes helechos, y vegetación alpina en las áreas más elevadas. Algunos de los árboles del parque tiene una edad de 400 años, una altura de 90 m y un diámetro de 20 m.

## Historia
El parque nacional se fundó el 29 de agosto de 1916 y es, junto con el parque nacional de Freycinet el más antiguo de Tasmania.